# Copelatus daemeli
Copelatus daemeli är en skalbaggsart som beskrevs av Sharp 1882. Copelatus daemeli ingår i släktet Copelatus och familjen dykare. Inga underarter finns listade i Catalogue of Life.